# عزالدین حسن‌اوغلو اسفراینی
شیخ عزالدین حسن اوغلو اسفراینی نخستین شاعر شناخته شده زبان ترکی به‌شمار می‌آید؛ و در شعرهایش حسن اوغلی تخلص می‌کرد. وی در اواخر قرن ۷ هجری در منطقه بام و صفی‌آباد خراسان زندگی می‌کرده‌است. نمونه‌های شعر این شاعر بسیار اندک می‌باشد.مقبره او که امروزه مخروبه گردیده در ۲ کیلومتری شهر صفی آباد قرار دارد.

## نمونه‌ای از شعر حسن اوغلو
| من اؤلسم سن بت شونگول، صوراحی ائیلمه قولقول   |  | نه قولقول، قولقولی باده، نه باده، باده یی احمر |
| باشیمدان گئتمه دی هرگیز سنین له ایچدیگیم باده |  | نه باده، باده یی مستی، نه مستی، مستی یی ساغر   |